# Máthé Ákos (orvos)
Máthé Ákos (Jedd, 1920. augusztus 6. – Marosvásárhely, 1997. június 1.) erdélyi magyar idegsebész, orvosi szakíró.

## Életútja
A Református Kollégiumban érettségizett Kolozsvárt (1939), ugyanitt a Ferenc József Tudományegyetemen orvosi diplomát szerzett (1944). Munkásságát a Környey István alapította kolozsvári idegsebészeti osztály alorvosaként kezdte. A marosvásárhelyi OGYI idegsebészetén orvos, majd főorvos. Idegsebészként tagja volt a Román Vöröskereszt egy segélycsapatának, amely a koreai háború után a távol-keleti országban (Észak-Korea) működött. 1983-ban nyugalomba vonult.

## Munkássága
Szakcikkeit a Revista Medicală – Orvosi Szemle, Neurologie, Neurochirurgie, Psihiatrie, Studii şi Cercetări de Neurologie, valamint az Ideggyógyászati Szemle (Budapest) közölte; ezek azokra az úttörő módszerekre vonatkoztak, amelyeknek bevezetését az idegsebészet munkaközösségében kezdeményezte (ívközi feltárás diszkuszműtéteknél, tébécés agyhártyagyulladás utáni vízfejűség műtése, trigeminusz ideggócának infiltrálása, illetva forróvizes kezelése, trigeminusz műtétek). Társszerzője a Miskolczy Dezső és Csíky Kálmán szerkesztette Idegkórtan című kézikönyvnek (1958).